# 刑罚
刑罰（英語：sanction）是對觸犯法律行為之惩罚，刑罰的目的主要有應報理論、一般預防理論和特殊預防理論。簡而言之，阻隔或監控、嚇阻再犯及嚇阻欲仿傚者和其他相似行為者與撫慰、補償受損者及其相關人事物。
在藥物治療、基因改造（基因治療）、晶片控制、高精準度測謊技術與儀器等等方法合乎成本效益、高效率、效能，具有準確性、穩定性、方便性、安全性，而且對社會、自然環境不會有太大的負面影響之前，只能以教育、傳播、心理治療、刑罰、儘可能不疏失錯誤的偵察和調查系統（包括偵防科技、鑑識科技與體系、制度和監控記錄設備的佈置）等其他方式來預防、矯治直接或間接影響大眾權益的行為。如果能使違法者戒過從善，變成更有能力、意願有益社會及補償受害相關者的人，更能提升社會效益、減少損失，但為了嚇阻他人再犯，仍必須有需求剝奪或給予不欲之事物的處罰（使不得或減少獲得所需、使失去或增加損失所需、增加或給予其不欲）。對於愈有高僥倖心態或自大妄為的犯行者，愈不能疏漏任何一次其各程度的犯行，皆要以相反於其需求模式的方式處罰。

## 刑罰的種類

### 刑罰的手段
- 生命刑：死刑
- 自由刑：監禁，又稱徒刑，包括有期徒刑、無期徒刑（終身監禁）、拘役、出境管制、住所限制（不得搬遷）、勞動
  - 日本以及南韓有懲役（坐牢加罰役，分終身監禁的無期懲役、有期徒刑的有期懲役）、禁錮（坐牢，分終身監禁的無期禁錮、有期徒刑的有期禁錮）、刑罰及行政罰的拘留（短期坐牢）。2025年6月1日起，日本惩役及禁锢两种刑罚被合并为拘禁刑。
- 財產刑：罰金、罰款、沒收财产
  - 日本以及大韓民國有科料，是比罰金小額的財產刑。

### 刑罰的性質
- 主刑
  - 中華民國：死刑、無期徒刑、有期徒刑（2月以上15年以下。遇有加減時，可減至2月未滿，或加至20年）、拘役（1日以上，60日未滿。遇有加重時，可加至120日）、罰金（新臺幣1000元以上，以百元計算之）、緩刑[1]。
  - 中华人民共和国：管制、拘役、有期徒刑、无期徒刑、死刑。
  - 澳門：徒刑、罰金（澳門刑法典第三十九條規定不得設死刑，亦不得設永久性、無限期或期間不確定之剝奪自由之刑罰或保安處分）。
  - 日本：死刑、懲役、禁錮、罰金、拘留、科料。2025年6月1日起，日本惩役及禁锢两种刑罚被合并为拘禁刑。
- 從刑（中華民國）：褫奪公權。
- 附加刑
  - 中华人民共和国：罚金、剥夺政治权利、没收财产（可以独立适用）。
  - 澳門：執行公共職務之禁止、執行公共職務之中止。
  - 日本：没收。

### 各地刑罰
- 中華民國：

- 中华人民共和国：

- 香港：

- 澳門：

- 新加坡：

- 日本：

- 大韓民國：

## 延伸阅读
[在维基数据编辑]
 《欽定古今圖書集成·經濟彙編·祥刑典·祥刑總部》，出自陈梦雷《古今圖書集成》